# Национално знаме на Соломоновите острови
Националното знаме на Соломоновите острови е прието на 18 ноември 1977 година. Знамето е съставено от два триъгълника в син и зелен цвят, разделени по диагонал със златна лента. На синия триъгълник има пет бели звезди. Петте звезди представляват петте основни острова. Синият цвят символизира морето на Соломоновите острови, зеленото символизира земята, а златистото символизира слънцето.